# 切原峠
切原峠（きりはらとうげ）は、三重県伊勢市矢持町と度会郡南伊勢町切原の間にある峠。五ヶ所湾でとれた豊富な魚を伊勢方面に輸送する為に作られた峠である。峠からは五ヶ所富士（五ヶ所浅間山：ごかしょせんげんさん）が眺望できる。

## 各種データ
- 位置：北緯34度23分14.7秒 東経136度42分17.75秒 / 北緯34.387417度 東経136.7049306度
- 標高 331m

## 周辺
- 竜ケ峠
- 鍛冶屋峠
- 床ノ木峠